# San Sossio Baronia
San Sossio Baronia es uno de los 119 municipios o comunas ("comune" en italiano) de la provincia de Avellino, en la región de Campania. Con cerca de 2.244 habitantes, según el censo de 2001, se extiende por una área de 19 km², teniendo una densidad de población de 101 hab/km². Linda con los municipios de Anzano di Puglia, Flumeri, Monteleone di Puglia, San Nicola Baronia, Trevico, Vallesaccarda, y Zungoli.

## Historia
Los manantiales que abundan en las colinas circundantes, son la razón del origen de la población. De hecho, en el alto Medioevo San Sossio Baronia junto con la zona de los manantiales estaban comprendidos entre las posesiones de los Señores de Trevico.
El origen del municipio es remonta al siglo XIII, y según la tradición, surgió en torno a una iglesia parroquial con un manantial dentro.

## Demografía
| Gráfica de evolución demográfica de San Sossio Baronia entre 1861 y 2001 |
|                                                                          |
| Fuente ISTAT - elaboración gráfica de Wikipedia                          |

## Evolución demográfica
- Datos: Q55097
- Multimedia: San Sossio Baronia / Q55097

1. ↑  Worldpostalcodes.org, código postal n.º 83050.
2. ↑  «Codici Catastali». Comuni-italiani.it (en italiano). Consultado el 29 de abril de 2017.